# Composition des équipes au Championnat du monde masculin de handball 2009
Cet article liste les compositions des équipes qualifiées au championnat du monde masculin de handball 2009 organisé au Croatie du 16 janvier au 1er février 2009.
L'âge, le club, le nombre de sélections et le nombre de buts sont en date du 16 janvier 2009.